# Atletica leggera alla XXIX Universiade - Lancio del disco maschile
Il lancio del disco maschile alla XXIX Universiade si è svolto dal 26 al 28 agosto 2017.

## Podio
| Oro     | Reginald Jagers III Stati Uniti  |
| Argento | Alin Alexandru Firfirică Romania |
| Bronzo  | Róbert Szikszai Ungheria         |

## Risultati

### Qualificazioni
Si qualificano alla finale gli atleti che lanciano 60,00 m Q o le dodici migliori misure q.
| Posizione | Gruppo | Atleta                   | Nationalità   | #1    | #2    | #3    | Risultato | Note |
| --------- | ------ | ------------------------ | ------------- | ----- | ----- | ----- | --------- | ---- |
| 1         | B      | Alin Alexandru Firfirică | Romania       | 56.82 | 59.69 | 61.98 | 61.98     | Q,   |
| 2         | A      | Róbert Szikszai          | Ungheria      | 56.16 | 56.64 | 61.01 | 61.01     | Q    |
| 3         | A      | Reginald Jagers III      | Stati Uniti   | 56.01 | 57.71 | 60.43 | 60.43     | Q    |
| 4         | B      | János Huszák             | Ungheria      | 59.47 | –     | –     | 59.47     | q    |
| 5         | B      | Mario Cota               | Messico       | 57.39 | 58.25 | 55.28 | 58.25     | q    |
| 6         | B      | Gregory Thompson         | Regno Unito   | 57.12 | 56.30 | 57.94 | 57.94     | q    |
| 7         | B      | Francisco Belo           | Portogallo    | 57.41 | 57.09 | 57.73 | 57.73     | q    |
| 8         | A      | Mohd Irfan               | Malaysia      | 53.34 | 57.42 | 56.43 | 57.42     | q    |
| 9         | A      | Maximilian Klaus         | Germania      | 56.20 | 55.37 | 56.11 | 56.20     | q    |
| 10        | B      | Domantas Poška           | Lituania      | 55.42 | 51.90 | 56.70 | 56.70     | q    |
| 11        | A      | Douglas dos Reis         | Brasile       | 50.10 | x     | 55.94 | 55.94     | q    |
| 12        | A      | Martin Marković          | Croazia       | 55.40 | x     | x     | 55.40     | q,   |
| 13        | A      | Andreas Ellegaard        | Danimarca     | 53.25 | x     | 53.63 | 53.63     |      |
| 14        | B      | Torben Brandt            | Germania      | 50.78 | x     | 50.24 | 50.78     |      |
| 15        | A      | Kim Dong-hyuk            | Corea del Sud | x     | 49.11 | 48.90 | 49.11     |      |
| 16        | B      | Jason van Rooyen         | Sudafrica     | 45.07 | 47.15 | x     | 47.15     |      |
| 17        | A      | Eduardo Espín            | Ecuador       | 43.72 | 44.62 | 43.56 | 44.62     |      |
| 18        | B      | Carlo Caong              | Filippine     | x     | 38.73 | x     | 38.73     |      |
|           | A      | Faridun Ashurov          | Tagikistan    | x     | x     | x     | NM        |      |
|           | A      | Itamar Levi              | Israele       | x     | x     | x     | NM        |      |
|           | B      | Bartłomiej Stój          | Polonia       | x     | x     | x     | NM        |      |

### Finale
| Posizione | Nome                     | Nationalità | #1    | #2    | #3    | #4    | #5    | #6    | Risultato | Note                                     |
| --------- | ------------------------ | ----------- | ----- | ----- | ----- | ----- | ----- | ----- | --------- | ---------------------------------------- |
|           | Reginald Jagers III      | Stati Uniti | 60.00 | x     | 59.39 | 59.10 | 61.24 | x     | 61.24     |                                          |
|           | Alin Alexandru Firfirică | Romania     | x     | 61.13 | 60.15 | 60.35 | 60.75 | 60.56 | 61.13     |                                          |
|           | Róbert Szikszai          | Ungheria    | 52.88 | 57.52 | 60.91 | x     | x     | 58.47 | 60.91     |                                          |
| 4         | Mario Cota               | Messico     | 56.98 | 60.07 | x     | 59.21 | x     | 57.61 | 60.07     |                                          |
| 5         | Francisco Belo           | Portogallo  | 59.56 | 59.78 | 57.19 | x     | 57.76 | 55.39 | 59.78     |                                          |
| 6         | János Huszák             | Ungheria    | 57.80 | 59.69 | x     | 59.08 | x     | x     | 59.69     |                                          |
| 7         | Douglas dos Reis         | Brasile     | x     | 59.37 | x     | x     | x     | 56.34 | 59.37     |                                          |
| 8         | Gregory Thompson         | Regno Unito | 56.57 | x     | 57.52 | x     | x     | x     | 57.52     |                                          |
| 9         | Domantas Poška           | Lituania    | 57.38 | x     | x     |       |       |       | 57.38     |                                          |
| 10        | Martin Marković          | Croazia     | x     | 53.86 | 56.49 |       |       |       | 56.49     | Miglior prestazione personale stagionale |
| 11        | Maximilian Klaus         | Germania    | 56.42 | 56.44 | 55.03 |       |       |       | 56.44     |                                          |
| 12        | Mohd Irfan               | Malaysia    | x     | 53.25 | 53.48 |       |       |       | 53.48     |                                          |